# Alteplas
 Alteplas (t-PA) är ett trombolytiskt läkemedel som används för att behandla akut hjärtinfarkt med ST-höjning (en typ av hjärtinfarkt), lungemboli med lågt blodtryck, akut ischemisk stroke, samt blockerade central venkateter (CVAD). Alteplas ges genom injektion i en ven eller artär.I Sverige marknadsförs läkemedlet under namnet Actilyse.
Vanliga biverkningar är blödning, inklusive intrakraniell blödning och GI-blödning. Sällsynta biverkningar inkluderar allergiska reaktioner. Som läkemedel rekommenderas inte alteplas för dem som är allergiska mot gentamicin. Säkerheten vid användning under graviditet är inte fullstädigt kartlagt.  Alteplas är en konstgjort framställd vävnadsplasminogenaktivator. Alteplas fungerar genom att omvandla plasminogen till plasmin i eventuella blodproppar.
Alteplas godkändes för medicinskt bruk i USA 1987. Läkemedlet finns på Världshälsoorganisationens lista över essentiella läkemedel. Kostnadsuppgift från Storbritannien var cirka 864 GBP per behandling under 2018. I USA kostade läkemedlet cirka 9 197 USD år 2019.